# Таиз
Таиз или Таизз (арап. تعز) је град на јеменској висоравни, трећи град по величини са 466,968 становника удаљен око сат времена вожње од чувене луке Мока на обалама Црвеног мора. Таиз је био један од главних градова Северног Јемена.
Таиз је административни центар истоимене Мухафазе - Таиз која има 2.402.569 становника. Град лежи на око 1400 m надморске висине, у подножју планине Џабал ел-Сабер (Планина Сабир) високе 3. 006 m.
Таиз је град са пуно паркова (за јеменске услове), и лепих старих махала, са кућама које су обично грађене од смеђе цигле, и џамијама које су обично од беле цигле. Најпознатије градске џамије су; Ашрафија (13. века), Муктабија и Мудафар. Над целим градом доминира Стара цитадела са имамовом палатом која лежи на брду високом 450 m. које доминира над Таизом.
У граду делује муслиманска медреса која данас има статус
универзитета.

## Историја
Град се први пут спомиње у писаним изворима у 12. веку, за време египатског султана Туран Шаха, брата Саладина, који је завладао Јеменом, и основао Династију Ајубида, која је владала Северним Јеменом. Његова прва престолница била је Забид, након тог ју је преселио у виши и угоднији Таиз 1173. године. Ајубидски владар Тактакин обновио је градске зидине. Ајубиде су наследили Расулиди (1229 -1454) и за њихове владавине Таиз је остао престолница, након њих су владали Тахириди (1454-1516), они су око 1500. преместили предстолницу у Сану. Славни арапски путописац
Ибн Батута, посјетио је град Таиз у 14. веку, те га описао као један од најлепших градова у Јемену
.
Таиз су 1546. године освојили Турци и владали су њиме уз мање прекиде све до 1918. Други краљ Мутавеклијског краљевства Јемен имам Ахмед ибн Џахџа преместио је своју резиденцију у Таиз 1948. године, тако је он уз Сану, био поново главни град Северног Јемена. Још тад је Таиз је имао изглед средњовјековног града, јер је изградња била ограничена на простор унутар градских зидина, тек од тад је имам ибн Џахџа допустио изградњу кућа изван градских бедема, и Таиз се почео да се шири на околину.
Таиз је био познат по свом великом - Јеврејском шарабу, кварту у коме су рођени многи познати кабалистички свештеници, који је егзистирао од 130. до 1940е године, кад су се преостали Јевреји иселили у Израел.

### Важније године
- 1175: Таиз је постао главни град Јемена за Ајубидске династије.
- око 1500 Главни град је пресељен у Сану у време династије Тахарида.
- 1516: Таиз је подпао под власт Отоманског царства.
- 1918: Отоманско царство се распало након пораза у Првом
светском рату. Таиз је постао део Мутавеклијског краљевства Јемен.
- 1948: Таиз је постао један од администативних центара Мутавеклијског краљевства Јемен уз Сану и седиште имама.
- 1962: Државна управа је враћена у Сану.
- 1960-их: Први савремени водовод са пречисћивачима у целом Јемену, пуштен је у рад у Таизу (направљен уз америчку помоћ[2]).

## Привреда
Таиз и његова околина на висоравни, за разлику од ниског приморја - Тихаме има доста кише, тако да се његова привреда углавном базира на пољопривреди. Таиз је познат по узгоју; одличне кафе, и опојног етипског чаја - кат, воћа и поврћа.
У самом граду Таизу развијени су традицијонални занати; тка;нице и предионице памука,
штавионице и кожарске радње и израда накита. Сир из Таиза је врло цијењен и познат по целом Јемену.
Савремени Таиз је једно од најважнијих индустријских средишта Јемена са фабриком алуминија, кекса и безалкохолних пића
.
Таиз је путна раскрсница Северног Јемена, тако да је добро саобра’ајно повезан са свим већим градовима у Јемену. Град има међународни аеродром - Ta'izz International Airport.

## Клима
Време у Таизу је пријатно и лепо током целе године. Просечна дневна температура током октобра је 32 °C. Просечна годишња количина падавина досиже до 760 mm, што је у поређењу са јеменским приморјем право богатство.